# USS Portland (CA-33)
USS Portland (CA-33) byl těžký křižník amerického námořnictva třídy Portland. Jeho sesterskou lodí byl křižník USS Indianapolis.
Výzbroj lodi se skládala z obvyklých devíti 203mm kanónů ve třech dělových věžích, doplněných osmi 127mm kanóny a osmi 12,7mm kulomety. Za války byly odstraněny málo účinné kulomety a protiletadlová výzbroj byla výrazně posílena. V roce 1942 ji tvořilo šestnáct 40mm (na konci války jich bylo až 24) a dvanáct 20mm kanónů.
Portland přečkal druhou světovou válku a v roce 1959 byl sešrotován.